# Galium mutabile
Galium mutabile là một loài thực vật có hoa trong họ Thiến thảo. Loài này được Besser mô tả khoa học đầu tiên năm 1821.